# Terslev Sogn
Terslev Sogn er et sogn i Tryggevælde Provsti (Roskilde Stift).
I 1800-tallet var Ørslev Sogn anneks til Terslev Sogn. Begge sogne hørte til Ringsted Herred i Sorø Amt. De dannede hver sin sognekommune. Ved kommunalreformen i 1970 blev Ørslev indlemmet i Ringsted Kommune. Terslev gik frivilligt med i Haslev Kommune, der ved strukturreformen i 2007 indgik i Faxe Kommune.
I Terslev Sogn ligger Terslev Kirke.
I sognet findes følgende autoriserede stednavne:
- Bjerrede (bebyggelse, ejerlav)
- Boholt (areal, ejerlav)
- Bøgvad Vænge (areal, bebyggelse, ejerlav)
- Espenenge (bebyggelse)
- Høsten Torp (bebyggelse, ejerlav)
- Kværrede (bebyggelse, ejerlav)
- Lergravshuse (bebyggelse)
- Madelung (bebyggelse)
- Mosegård (bebyggelse)
- Munkeskov (areal, bebyggelse)
- Pasbjerg Vænge (bebyggelse, ejerlav)
- Rødemose (bebyggelse)
- Sofiedal (ejerlav, landbrugsejendom)
- Ternsø (bebyggelse)
- Terslev (bebyggelse, ejerlav)
- Terslev Enghave (bebyggelse)
- Terslev Havemark (bebyggelse)
- Terslev Overdrev (bebyggelse)
- Tjæreby (bebyggelse, ejerlav)
- Tollerød (bebyggelse, ejerlav)
- Ty Hastrup (bebyggelse, ejerlav)
- Ulstrup (bebyggelse, ejerlav)
- Årløse (bebyggelse, ejerlav)
- Årløse Mark (bebyggelse)